# Taenaris tineutus
Taenaris tineutus är en fjärilsart som beskrevs av Hans Fruhstorfer 1905. Taenaris tineutus ingår i släktet Taenaris och familjen praktfjärilar. Inga underarter finns listade i Catalogue of Life.